# エンセナーダ工業大学
エンセナーダ工業大学（西：Instituto Tecnológico de Ensenada; 英：Ensenada Institute of Technology）は、1997年9月5日メキシコ連邦政府に設立されたメキシコ合衆国バハカリフォルニア州エンセナーダ市に位置している大学である。
現在所属学生は1854人で卒業者は約1400人である。教授は109人で助教授は19人である。現在主な工学に加え、経済学と管理学の6つの専門を提供している。